# 굴다리시장

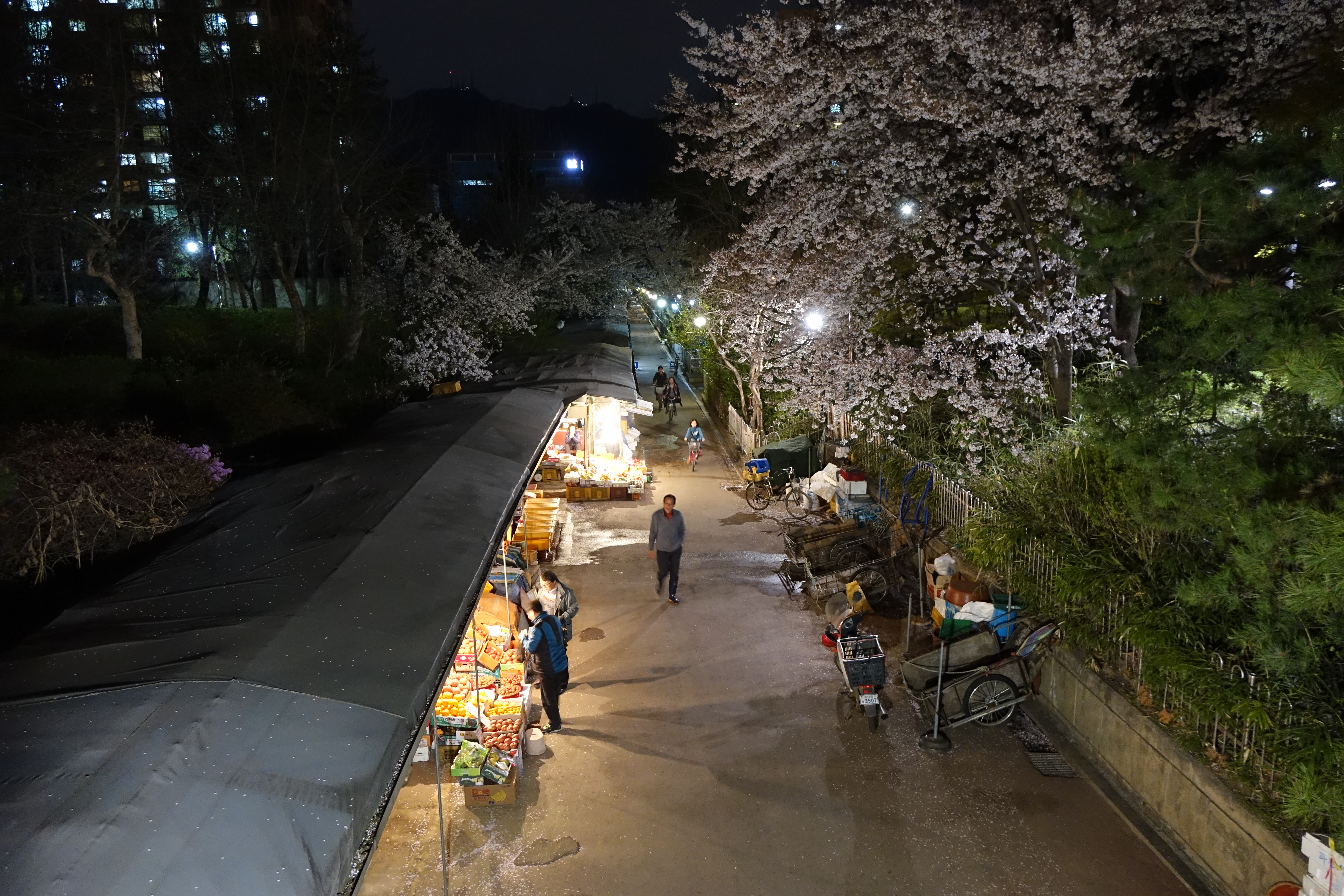
굴다리시장

굴다리시장(영어: Guldari Market)은 대한민국 경기도 과천시에 있는 재래시장이다. 주공아파트 5단지와 4단지 사이, 문원동에서 시내로 이어지는 보행로에 약 40여개의 가게가 위치해있다. 과천에 있는 유일한 재래시장이라는 점 때문에 선거철이되면 정치인들이 많이 찾는 곳이기도 하다.

## 철거 관련 논란
굴다리시장부지원상회복추진과천4,5,6단지연합이라는 단체에서는 굴다리시장이 시민보행로에 설치한 불법노점상임을 지적하며 지속적으로 철거를 요구중이다. 과천시에서는 1990년 11월 8일 ‘과천시 유도구역 <굴다리시장> 점포설치 운영지침’을 수립하여 2006년 12월 31일까지 자동소멸 유도 후 철거할 계획을 이미 세워두고 있었으나 2006년 시민들의 반대 서명과 정치적 과천시의회 내부의 의견차이로 무산되었다. 현재 66개 점포가 남았고, 그 중 4개 점포가 폐점, 3개가 장기 휴업 중이다. 과천시 시의원 서형원은 굴다리시장이 과천 주민들이 사랑하는 공간으로 자리잡은 점, 대다수가 차상위계층인 상인들의 생존권을 이유로 철거 반대 운동의 중심에 섰었다. 2013년 7월 19일 제192회 과천시의회 제6차 행정사무감사특별위원회에서 이문제에 대해서 심도 있게 토의하였다.